# زاك سيغوفيا
زاك سيغوفيا (بالإنجليزية: Zack Segovia)‏ هو لاعب كرة قاعدة أمريكي، ولد في 11 أبريل 1983 في دالاس في الولايات المتحدة.

## وصلات خارجية
- زاك سيغوفيا على موقع دوري كرة القاعدة الرئيسي (الإنجليزية)
- زاك سيغوفيا على موقعبيزبول رفرنس.كوم (الدوري الرئيسي) (الإنجليزية)
- زاك سيغوفيا على موقعبيزبول رفرنس.كوم (الدوري الثانوي) (الإنجليزية)
- زاك سيغوفيا على موقع إي إس بي إن.كوم (أم.أل.بي) (الإنجليزية)
- زاك سيغوفيا على موقع مشجعي الرسوم البيانية (الإنجليزية)